# Wanilla Conservation Park
Wanilla Conservation Park är en park i Australien. Den ligger i delstaten South Australia, omkring 270 kilometer väster om delstatshuvudstaden Adelaide.
Trakten runt Wanilla Conservation Park är nära nog obefolkad, med mindre än två invånare per kvadratkilometer.. Närmaste större samhälle är North Shields, omkring 16 kilometer sydost om Wanilla Conservation Park.
Trakten runt Wanilla Conservation Park består till största delen av jordbruksmark. Genomsnittlig årsnederbörd är 585 millimeter. Den regnigaste månaden är juni, med i genomsnitt 126 mm nederbörd, och den torraste är januari, med 16 mm nederbörd.